# General pješaštva
General pješaštva (njem. general der infanterie, rus. генерал от инфантерии) je vojni čin karakterističan za njemačku i rusku vojsku.
U Njemačkoj je navedeni čin postojao u njemačkoj vojsci za vrijeme Njemačkog carstva (Deutsches Heer), njemačkoj vojsci za vrijeme Weimarske Republike (Reichswehr), te njemačkim oružanim snagama u Trećem Reichu (Wehrmacht). Časnici u topništvu imali su ekvivalentni čin generala topništva, dok su časnici u konjaništvu imali ekvivalentni čin generala konjice. Prema hijerarhiji čin ispod generala pješaštva bio je general poručnik, dok je neposredno viši čin bio čin general-pukovnika. 
U Rusiji čin generala pješaštva postojao je za vrijeme Ruskog carstva i dodjeljivao se pretežno generalima njemačkog podrijetla. Čin je u rusku vojsku uveo car Pavao 29. studenoga 1796. godine. Kao i u njemačkoj vojsci, za topništvo i konjicu postojali su ekvivalentni činovi generala topništva odnosno generala konjice. U sovjetskoj Rusiji dekretom od 16. studenoga 1917. navedeni čin je ukinut. 
U Nezavisnoj Državi Hrvatskoj čin je korišten u Hrvatskom domobranstvu tijekom Drugog svjetskog rata.